# Schizonycha iringana
Schizonycha iringana är en skalbaggsart som beskrevs av Moser 1914. Schizonycha iringana ingår i släktet Schizonycha och familjen Melolonthidae. Inga underarter finns listade i Catalogue of Life.